# KATEKYO HITMAN REBORN!OPENING&ENDING THEME SONGS2
『KATEKYO HITMAN REBORN!OPENING&ENDING THEME SONGS2』（かてきょーヒットマンリボーン オープニングアンドエンディング スィームソングスツー）は、テレビ東京系テレビアニメ『家庭教師ヒットマンREBORN!』の主題歌を集めたコンピレーション・アルバム。

## 内容
- オープニングは標的74から標的153、エンディングは標的64から標的139までの主題歌を集めた2枚目のコンピレーション・アルバム。

## 収録曲

### CD
1. STAND UP!（Lead）
2. 88（LM.C）
3. アメあと（w-inds.）
4. CYCLE（CHERRYBLOSSOM）
5. last cross（光岡昌美）
6. すべり台（森翼）
7. 桜ロック（CHERRYBLOSSOM）
8. EASY GO（加藤和樹）
9. Smile for...（上戸彩）